# Tipula (Mediotipula) galiciensis
Tipula (Mediotipula) galiciensis is een tweevleugelige uit de familie langpootmuggen (Tipulidae). De soort komt voor in het Palearctisch gebied.